# Daniela Holtz
pentru un personaj fictiv din serialul Angel vezi Daniel Holtz.
Daniela Holtz (n. 1977 în Bad Cannstadt Stuttgart) este o actriță germană cel mai bine cunoscută pentru rolurile sale din serialele „Tatort” și „Folge Mir”.

## Date biografice
Părinții ei când ea era încă copil se mută des printre altele în Algeria în Bremen și Bavaria. Talentul ei de actriță a fost descoperit când avea 8 ani, Daniela jucând diferite roluri la teatrul școlii. După bacalaureat ea lucrează în Bavaria ca jurnalistă locală și în schimburi de noapte ca soră medicală. Între anii 1999-2003 studiază actoria la școala superioară de artă „Ernst-Busch“  din Berlin. După terminarea studiului poate fi văzută jucând diferite roluri la teatrul din Leipzig și Berlin. Din 2007 este actriță de film și scrie scenarii, visul ei este de a face călătorii în țări îndepărtate.

## Filmografie
- 2003: Der Wald vor lauter Bäumen
- 2008: Tatort Der Kormorankrieg
- 2008: Der Verdacht
- 2009: Die Entbehrlichen
- 2009: "Tatort" Das Gespenst
- 2010: Nach Klara
- 2010: Folge Mir
- 2011: Orange